# Marquesado de Agoncillo
El marquesado de Agoncillo es un título nobiliario español creado por el rey Alfonso XII el 7 de junio de 1875 en favor de Enrique Frías-Salazar y Torres Vildósola, quien era hijo de Hipólito Frías-Salazar y Sáenz Téllez, y por tanto heredero del Señorío de Agoncillo.
Su denominación hace referencia al municipio español de Agoncillo, situado en La Rioja, al que había estado vinculado el señorío feudal desde 1255. Los señores de Agoncillo era poseedores del Castillo de Aguas Mansas desde su construcción, habiendo sido lugar de la trágica degollación de uno de ellos, Don Juan Alfonso de Haro en 1336. Desde aquel momento se sucederían diversos linajes en la posesión de dicho señorío: los López de Medrano, los Gómez de Porras, los condes de Siruela, y finalmente los Frías-Salazar. Dicho señorío tenía licencia otorgada por el Consejo de Castilla para pescar en el río Leza, cazar con hurones en las dehesas y sotos de dicho mayorazgo desde 1770.
Fue rehabilitado en 1949, durante el gobierno de Francisco Franco, y recayó en Fernando López-Montenegro y Helguero.

## Marqueses de Agoncillo
|                                     | Titular                                  | Periodo                  |
| Creación por Alfonso XII            | Creación por Alfonso XII                 | Creación por Alfonso XII |
| ----------------------------------- | ---------------------------------------- | ------------------------ |
| I                                   | Enrique Frías-Salazar y Torres Vildósola | 1875-1885                |
| Rehabilitación por Francisco Franco |                                          |                          |
| II                                  | Fernando López-Montenegro y Helguero     | 1949-2004                |
| Vacante                             |                                          |                          |

## Historia de los marqueses de Agoncillo

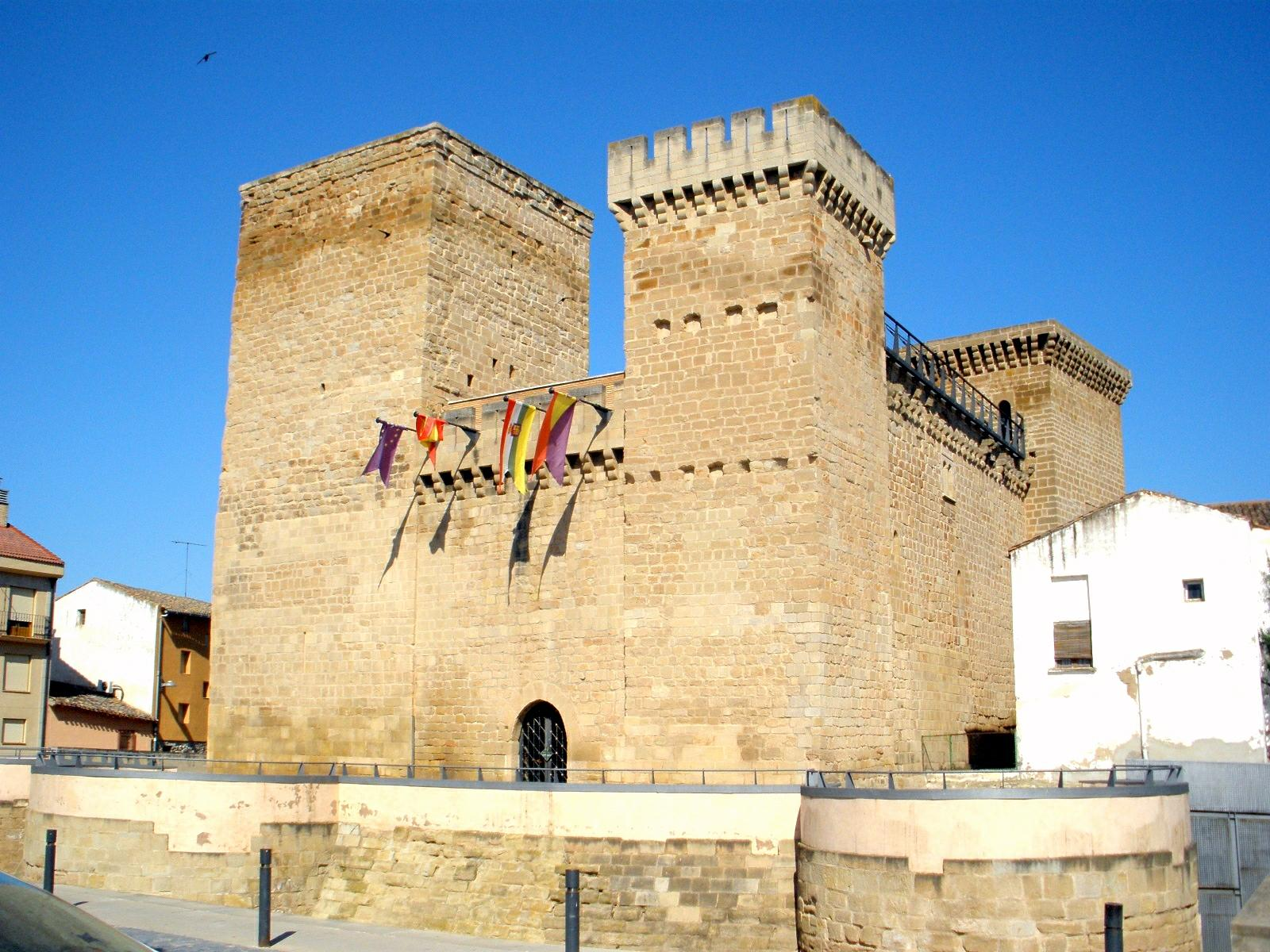
Castillo de Aguas Mansas. Sede del Señorío de Agoncillo.

- Enrique Mª de Frías-Salazar y Torres Vildósola (Alfaro, 15 de julio de 1834-1885), I marqués de Agoncillo.

Le fue concedido el título de marqués de Agoncillo por Alfonso XII en 1875, siendo señor de Agoncillo, localidad sobre la que poseía su familia el señorío creado en 1255, y con licencias del Consejo de Castilla desde 1770.
- Fernando López-Montenegro y Helguero (1922-2004), II marqués de Agoncillo. Era hijo de Ramón López-Montenegro y Frías Salazar y de María Luisa Helguero.

El 23 de enero de 1949 (BOE del 1 de febrero), Fernando López-Montenegro solicitó la rehabilitación del título. La misma le fue concedida por decreto del 6 de mayo de ese año, publicado en el BOE del día 25. El 22 de mayo sucedió a Enrique de Frías como Marqués de Agoncillo.